# Rabben (berg i Antarktis, lat -66,45, long 54,12)
Rabben är ett berg i Antarktis. Det ligger i Östantarktis. Australien gör anspråk på området. Toppen på Rabben är 1 540 meter över havet.
Terrängen runt Rabben är platt österut, men västerut är den kuperad. Trakten är obefolkad. Det finns inga samhällen i närheten.